# نهائي كأس الكؤوس الأوروبية 1981
نهائي كأس الكؤوس الأوروبية 1981 هي المباراة النهائية من منافسة كأس الكؤوس الأوروبية 1980–81، أقيمت المباراة في 13 مايو 1981، في ملعب راين شتاديون، بين فريقي نادي دينامو تبليسي، وكارل زايس يينا، وفاز فيها نادي دينامو تبليسي، بعد أن هزم كارل زايس يينا، بنتيجة 2 - 1، وكان حكم المباراة ريكاردو لاتزني، وحضر المباراة 8000 شخصاً.

## تفاصيل المباراة
لعبت المباراة النهائية في 13 مايو 1981.
| نادي دينامو تبليسي | 2 -1 | كارل زايس يينا |
| ------------------ | ---- | -------------- |
|                    |      |                |